# Alessandro Giacobazzi
Alessandro Giacobazzi (Pavullo nel Frignano, 1º febbraio 1996) è un mezzofondista e maratoneta italiano.

## Palmarès
| Anno | Manifestazione    | Sede       | Evento         | Risultato | Prestazione | Note |
| ---- | ----------------- | ---------- | -------------- | --------- | ----------- | ---- |
| 2014 | Europei di cross  | Samokov    | Corsa juniores | 9º        | 20'41"      |      |
| 2014 | Europei di cross  | Samokov    | A squadre      | Oro       | 18 p.       |      |
| 2015 | Europei juniores  | Eskilstuna | 10000 m piani  | 6º        | 30'29"55    |      |
| 2015 | Europei di cross  | Hyères     | Corsa juniores | 13º       | 18'04"      |      |
| 2015 | Europei di cross  | Hyères     | A squadre      | Argento   | 29 p.       |      |
| 2015 | Mondiali di cross | Guiyang    | Corsa juniores | 77º       | 26'59"      |      |
| 2015 | Mondiali di cross | Guiyang    | A squadre      | 8º        | 176 p.      |      |
| 2016 | Mediterraneo U23  | Tunisi     | 10000 m piani  | Argento   | 29'50"01    |      |
| 2017 | Europei di cross  | Šamorín    | Corsa under-23 | 39º       | 25'32"      |      |
| 2017 | Europei di cross  | Šamorín    | A squadre      |           |             |      |
| 2018 | Mediterraneo U23  | Jesolo     | 10000 m piani  | Oro       | 30'18"10    |      |
| 2018 | Europei di cross  | Tilburg    | Corsa under-23 | 40º       | 25'03"      |      |
| 2018 | Europei di cross  | Tilburg    | A squadre      |           |             |      |
| 2019 | Universiadi       | Napoli     | Mezza maratona | 8º        | 1h07'56"    |      |

## Campionati nazionali
2010
- 20º ai campionati italiani cadetti di corsa campestre - 8'50"[1]

2011
- Oro ai campionati italiani cadetti di corsa campestre - 7'32"[2]

2013
- 4º ai italiani allievi, 3000 m piani - 8'48"20[3]

2014
- 29º ai campionati italiani assoluti, 10000 m piani - 32'20"81
- 64º ai campionati italiani di maratonina - 1h09'04"
- Oro ai campionati italiani juniores, 10000 m piani - 32'20"81
- 4º ai campionati italiani juniores, 5000 m piani - 15'00"53

2015
- 23º ai campionati italiani di maratonina - 1h07'19"
- 4º ai campionati italiani juniores, 5000 m piani - 14'52"29
- Oro ai campionati italiani juniores di maratonina - 1h07'19"
- 8º ai campionati italiani juniores di corsa campestre - 16'12"[4]

2016
- 7º ai campionati italiani assoluti, 10000 m piani - 29'45"90
- 10º ai campionati italiani assoluti, 5000 m piani - 14'25"15
- 20º ai campionati italiani di maratonina - 1h05'50"
- 19º ai campionati italiani di 10 km su strada - 30'31"
- Argento ai campionati italiani promesse, 5000 m piani - 14'29"68
- 4º ai campionati italiani promesse di maratonina - 1h05'50"
- Bronzo ai campionati italiani universitari, 5000 m piani - 14'42"88

2017
- 7º ai campionati italiani assoluti, 10000 m piani - 30'03"58
- 14º ai campionati italiani di 10 km su strada - 30'07"
- Argento ai campionati italiani promesse, 5000 m piani - 14'33"60
- Bronzo ai campionati italiani promesse di corsa campestre - 31'38"[5]

2018
- 5º ai campionati italiani assoluti, 10000 m piani - 30'07"77
- Bronzo ai campionati italiani di maratonina - 1h05'28"
- 16º ai campionati italiani di 10 km su strada - 30'53"
- 4º ai campionati italiani promesse, 5000 m piani - 14'22"46
- 4º ai campionati italiani promesse di maratonina - 1h05'28"
- 5º ai campionati italiani promesse di corsa campestre - 32'26"[6]

2019
- 10º ai campionati italiani assoluti, 10000 m piani - 30'11"21
- 13º ai campionati italiani di 10 km su strada - 30'22"

2020
- 13º ai campionati italiani assoluti, 5000 m piani - 14'32"56

2021
- Argento ai campionati italiani di maratona - 2h19'27"
- 11º ai campionati italiani di maratonina - 1h04'40"

2022
- Oro ai campionati italiani di maratona - 2h17'52"
- 24º ai campionati italiani di 10 km su strada - 30'07"

2023
- 4º ai campionati italiani di maratona - 2h18'21"
- 29º ai campionati italiani di 10 km su strada - 30'40"

## Altre competizioni internazionali
2015
- 20º alla BOclassic ( Bolzano) - 31'09"

2016
- 17º alla BOclassic ( Bolzano) - 30'39"

2017
- Oro alla Maratona di Torino ( Torino) - 2h15'25"

2018
- 23º alla Mezza maratona di Barcellona ( Barcellona) - 1h04'53"

2019
- 8º alla Milano Marathon ( Milano) - 2h17'45"

2021
- 29º alla Milano Marathon ( Milano) - 2h17'36"

2022
- 23º alla Roma-Ostia ( Roma) - 1h04'32"

2023
- 9º alla Maratona di Roma ( Roma) - 2h22'14"
- 12º al Giro podistico internazionale di Castelbuono ( Castelbuono) - 36'54"
- 23º al Campaccio ( San Giorgio su Legnano) - 31'17"

2024
- 7º alla Padova Marathon ( Padova) - 2h17'56"
- 11º alla Maratona di Venezia ( Venezia) - 2h21'02"
- 20º alla Stramilano ( Milano) - 1h05'43"
- 5º al Cross della Vallagarina ( Villa Lagarina) - 28'10"

2025
- 12º alla Stramilano ( Milano) - 1h05'52"
- 5º al Giro podistico internazionale di Castelbuono ( Castelbuono) - 36'09"